# Ironman 70.3 Lanzarote
Der Ironman 70.3 Lanzarote ist eine von 2012 bis 2023 auf der spanischen Insel Lanzarote ausgetragene Triathlon-Sportveranstaltung über die Mitteldistanz (1,9 km Schwimmen, 90 km Radfahren und 21,1 km Laufen).
Ironman 70.3 ist ein geschütztes Markenzeichen der WTC, die ursprünglich dessen Nutzung gegen Zahlung von Lizenzgebühren an unabhängige Veranstalter vergab und seit 2009 zunehmend auch selbst als Veranstalter auftritt.

## Organisation
Der Ironman 70.3 Lanzarote wurde als elftes Rennen innerhalb der europäischen Tour erstmals am 10. November 2012 ausgetragen (offizielle Schreibweise: Club La Santa Ironman 70.3 Lanzarote).
Für die Austragung 2017 wurde der Radkurs geändert und damit schnellere Zeiten ermöglicht: Anstatt in der langen Schleife über das Tabayesco Tal und dem Mirador del Haria geht es nun auf einem Wendepunktkurs in Richtung Inselzentrum. Auf dem neuen Kurs sind 1000 Höhenmeter zu überwinden und die alte Radstrecke ging noch über fast 1800 Höhenmeter.
Für die Austragung 2019 wurde der Wettkampfort von La Santa im Norden der Insel nach Playa Blanca in den Süden verlegt und das Rennen wurde auf einem völlig neuen Kurs durchgeführt. Wegen widriger Bedingungen musste dann aber kurzfristig auf das Schwimmen verzichtet werden. 
Für 2024 wurde hier keine weitere Austragung angekündigt.
| N ° | Datum/Jahr    | Männer                    | Männer                    | Männer                    | Frauen             | Frauen             | Frauen               |
| N ° | Datum/Jahr    | Erster Platz              | Zweiter Platz             | Dritter Platz             | Erster Platz       | Zweiter Platz      | Dritter Platz        |
| --- | ------------- | ------------------------- | ------------------------- | ------------------------- | ------------------ | ------------------ | -------------------- |
| 11  | 18. März 2023 | Justus Nieschlag          | Mathis Margirier          | Thor Bendix Madsen        | Anne Haug -3-      | India Lee          | Elisabetta Curridori |
| 10  | 19. März 2022 | Léo Bergère               | Kyle Smith                | Florian Angert            | Katrina Matthews   | Anne Haug          | Jessica Learmonth    |
| 09  | 9. Okt. 2021  | Daniel Bækkegård          | Mika Noodt                | Thor Bendix Mandsen       | Anne Haug -2-      | Nikki Bartlett     | India Lee            |
| 08  | 5. Okt. 2019* | Frederic Funk             | Pieter Heemeryck          | Kenneth Vandendriessche9* | Emma Pallant       | Alexandra Tondeur  | Jeanne Collonge      |
| 07  | 6. Okt. 2018  | Tom Lecompte              | Emilio Aguayo Munoz       | George Goodwin            | Lucy Gossage       | Jenny Schulz       | Anna Noguero         |
| 06  | 2. Sep. 2017  | James Cunnama (SR)        | Emilio Aguayo Munoz       | Domenico Passuello        | Anne Haug (SR)     | Lucy Charles       | Michaela Herlbauer   |
| 05  | 24. Sep. 2016 | Pieter Heemeryck          | Kenneth Vandendriessche   | Domenico Passuello        | Lisa Hütthaler     | Maria Cześnik      | Judith Corachán      |
| 04  | 20. Sep. 2015 | Eneko Llanos              | Romain Guillaume          | Antony Costes             | Jodie Swallow      | Jeanne Collonge    | Saleta Castro        |
| 03  | 20. Sep. 2014 | William Clarke            | Victor Del Corral Morales | Romain Guillaume          | Helle Frederiksen  | Lucy Gossage       | Nicole Woysch        |
| 02  | 5. Okt. 2013  | Victor Del Corral Morales | William Clarke            | Domenico Passuello        | Agnieszka Jerzyk   | Danne Boterenbrood | Susie Hignett        |
| 01  | 10. Nov. 2012 | Iván Raña Fuentes         | Ronnie Schildknecht       | Boris Stein               | Danne Boterenbrood | Sophie De Groote   | Sonja Tajsich        |

- Austragung 2019 auf verkürztem Kurs ohne das Schwimmen